# 李錫錕
李錫錕（1947年6月16日—），中華民國政治學學者，生於新北市中和區，現任台大政治系兼任教授，暱稱錕P。任教台大近40年，開設政治學與政治概論通識課程。著有《首都症候群》、《Power錕的大人學》、《Power錕是這樣煉成的》等書。

## 經歷
- 國立臺灣大學政治系副教授、教授。
- 臺北縣消費者保護協會執行長。
- 1989年獲李煥支持代表國民黨參選臺北縣縣長，但因地方派系不滿，他最後以4千餘票的微幅差距，敗給民進黨候選人尤清。[2]
- 1995年無黨籍參選台北縣立法委員[3]，僅得3358張票，以0.24%的低得票率落選。
- 2016年底其學生為傳遞正向能量，成立了Power錕的紙牌屋。[4]。
- 2018年3月25日宣布以無黨籍參選台北市市長。
- 2018年11月24日，台北市市長選舉結果，只拿下6172票，敗給前任台北市長柯文哲。

## 政治

#### 1989台北縣長選舉結果
| 1989年臺北縣縣長選舉結果 | 1989年臺北縣縣長選舉結果 | 1989年臺北縣縣長選舉結果 | 1989年臺北縣縣長選舉結果 | 1989年臺北縣縣長選舉結果 | 1989年臺北縣縣長選舉結果 | 1989年臺北縣縣長選舉結果 |
| 號次                     | 候選人                   | 政黨                     | 得票數                   | 得票率                   | 當選標記                 |                          |
| ------------------------ | ------------------------ | ------------------------ | ------------------------ | ------------------------ | ------------------------ | ------------------------ |
| 1                        | 陳進炮                   | 無黨籍                   | 10,889                   | 0.85%                    |                          |                          |
| 2                        | 王精明                   | 無黨籍                   | 6,806                    | 0.53%                    |                          |                          |
| 3                        | 卓定俊                   | 無黨籍                   | 6,842                    | 0.53%                    |                          |                          |
| 4                        | 李錫錕                   | 中國國民黨               | 622,248                  | 48.45%                   |                          |                          |
| 5                        | 李華京                   | 無黨籍                   | 11,323                   | 0.88%                    |                          |                          |
| 6                        | 尤清                     | 民主進步黨               | 626,333                  | 48.76%                   |                          |                          |

#### 2018臺北市長選舉結果

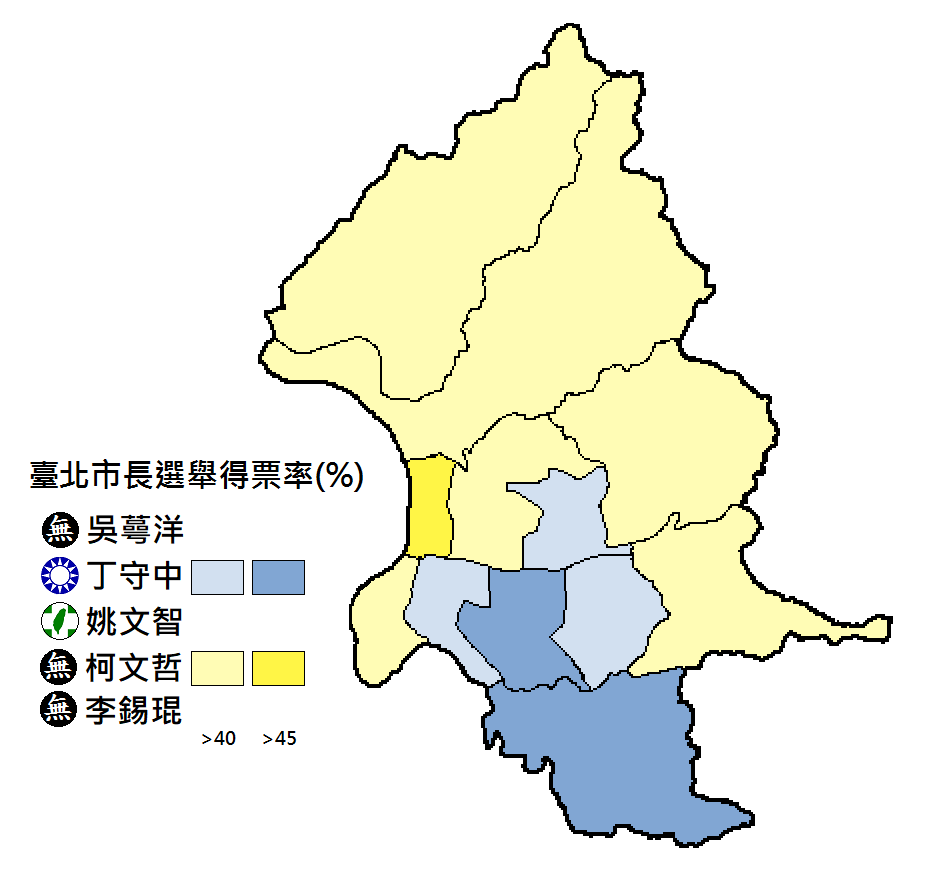

| 1        | 吳蕚洋   | 無黨籍         | 5,611票   | 0.40%                            |                                  |
| 2        | 丁守中   | 中國國民黨     | 577,096票 | 40.82%                           |                                  |
| 3        | 姚文智   | 民主進步黨     | 244,342票 | 17.28%                           |                                  |
| 4        | 柯文哲   | 無黨籍         | 580,663票 | 41.07%                           | 當選                             |
| 5        | 李錫錕   | 無黨籍         | 6,158票   | 0.44%                            |                                  |
| 選舉日期 | 選舉日期 | 2018年11月24日 | 選舉人數  | 2,164,155人                      | 2,164,155人                      |
| 投票率   | 投票率   | 65.95%         | 投票人數  | 有效：1,413,870人 無效：13,355人 | 有效：1,413,870人 無效：13,355人 |

## 事件
- 2017年5月19日晚間8點李錫錕現身新北市樹林體育館於國民黨主席候選人洪秀柱的選前之夜，力挺當年幫他助選的老朋友洪秀柱。但李錫錕表示，他此次除了幫助老朋友，另一方面主要是帶著年輕人對國民黨改革之建議而來，並表示國民黨應該進行「品牌改造」，不料演講到一半時，主持人紛紛靠近試圖阻止李錫錕發言，甚至有在場老兵作勢要上台打人，最後提早被「請」下台，令人錯愕。[5][6]
- 2017年5月25日Power錕的紙牌屋發布影片，李錫錕公開支持改裝車議題，李錫錕在影片中表示，一開始不懂什麼是改裝車，聽完車友解釋後，表示改裝車是一種生命力的釋放，是創造力的表現，舉例歐洲國家在改裝風氣盛行之下，飛機與汽車的技術都得到了突破性的發展，在不製造噪音影響他人的狀況之下，應支持改裝車的發展，鼓勵創造力的Power。[7]
- 2017年9月27日於台大舉辦的中國新歌聲音樂會，現場發生濺血事件，統促黨成員胡大剛持甩棍攻擊，造成32歲台大歷史系張姓延畢生與19歲歷史系二年級謝姓男大生受傷，對此李錫錕表示，有人要來找你麻煩，你應該要反擊，對方是一個年紀大的老伯伯拿甩棍打你，難道你不能反擊嗎?你一個人不行，可以聯合其他人起來一起制伏他。呼籲台大學生「硬起來！」[8]。
- 2017年12月23日反對勞基法修惡大遊行，萬人上街頭的活動，李錫錕也參與其中，李錫錕在遊行結束後的直播影片中呼籲，解決未來勞資不平衡的方法只有兩個字「工會」，將勞工們零散的力量集中起來，才能與資本家做抗衡，並遺憾的表示面對勞工過勞與少子化等問題，國家怎麼會有未來呢?[9]。

## 著作
- 《首都症候群》出版社：商周文化，出版日期：1995/11/05，ISBN 9789579293419。
- 《Power錕的大人學：不吃苦，哪來實力！臺大最狂教授的14堂叢林生存課》出版社：圓神出版社有限公司，出版日期：2017/08/01，ISBN 9789861336268。
- 《Power錕是這樣煉成的：奮鬥才得自由，殘酷才是青春，我的人生思索》出版社：圓神出版社有限公司，出版日期：2017/08/01，ISBN 9789861336251。

## 外部連結
- 2018台北市長選舉：李錫錕 競選網站
- YouTube上的 李錫錕POWER台北 頻道
- 李錫錕的Instagram帳戶
- 李錫錕POWER台北的Facebook專頁